# Anthony Kiedis
Anthony Kiedis (Grand Rapids, 1º novembre 1962) è un cantautore, rapper e attore statunitense, cofondatore e frontman carismatico del gruppo rock Red Hot Chili Peppers. È l'unico membro stabile della formazione, insieme al bassista Flea.

## Biografia
Ha origini inglesi, irlandesi, olandesi, tedesche e lituane.
Come racconta in Scar Tissue, libro autobiografico scritto dallo stesso Kiedis nel 2004, Anthony nasce il 1º novembre 1962 al St. Mary's Hospital di Grand Rapids, nel Michigan. I genitori sono i coniugi John Kiedis (1939-2021), noto attore e stuntman conosciuto col nome d'arte Blackie Dammett, e Peggy Noble (1942), entrambi americani. Dopo la nascita suo nonno si trasferì per ragioni di lavoro con tutta la famiglia a Palm Beach, in Florida, portando con sé il piccolo Anthony e sua madre. Nello stesso periodo suo padre invece si trasferì per qualche mese a Parigi. Alla fine del 1963 si ricongiunsero in Michigan, dove il padre decise di terminare gli studi e si iscrisse a un corso biennale preuniversitario, grazie al quale ottenne una borsa di studio alla UCLA, dove frequentò scuola di cinema. Così nel luglio del '65 si trasferirono per la prima volta in California. Il matrimonio tra John e Peggy non durò molto: i due si separarono a causa della reiterata infedeltà di John. Lei se ne andò di casa portandosi con sé il bambino e successivamente ritornarono a Grand Rapids, dove nel giugno del 1968 si risposò.

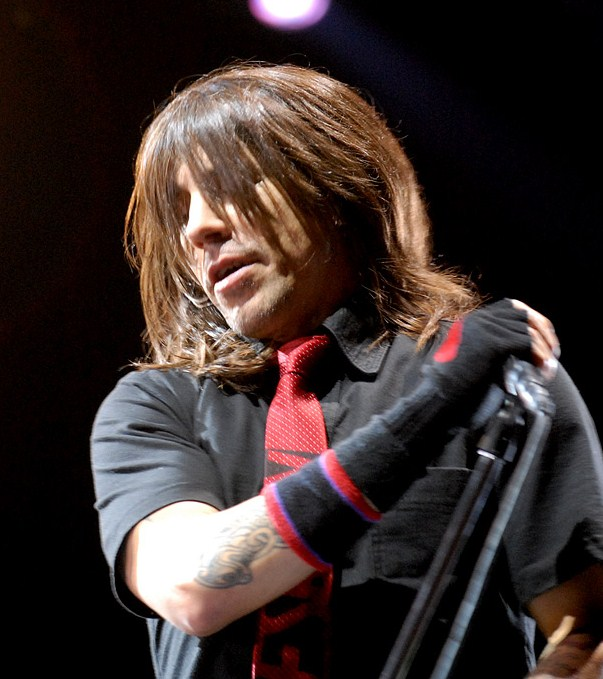
Anthony Kiedis in concerto con i Red Hot Chili Peppers nel 2006.

 All'età di 11 anni Anthony si trasferì dal padre in California, dove frequentò la Emerson Middle School a Westwood. Suo padre, che continuava a cercare fortuna nel cinema, ebbe un grande effetto su di lui mentre cresceva. Durante questo periodo col padre iniziò a sperimentare varie droghe: iniziò a fumare cannabis che il padre trafficava come spacciatore. Sempre a quell'età cominciò a fare piccoli furti nei supermercati con gli amici d'infanzia. Anthony perse la verginità pochi giorni prima del suo dodicesimo compleanno con una ragazza diciottenne di nome Kimberley Smith, ''compagna'' del padre a quel tempo. Nel 1977 passò al liceo al Fairfax High School, una scuola frequentata dai figli di tanti immigrati. Un vero melting pot dove si trovavano ragazzi cinesi, russi, ebrei e neri mischiati ai bianchi. Qui conobbe e fece amicizia con un ragazzo australiano di nome Michael Balzary. Primo trombettista della band della scuola che fece conoscere ad Anthony il jazz e la musica di Miles Davis. Ai due si aggiunsero presto Hillel Slovak e Jack Irons, con i quali successivamente formeranno i Red Hot Chili Peppers. Finito il liceo Anthony venne accettato alla UCLA, ma non riuscì mai ad ambientarsi, arrivando a sentirsi totalmente un corpo estraneo al campus. Fece svariati lavori occasionali per mantenersi, fra i quali il babysitter ad un ragazzo affetto da disturbo da deficit di attenzione/iperattività, ma fu licenziato dopo aver organizzato un party clandestino con Flea ed Hillel, durante il quale i tre consumarono le pillole di Ritalin del ragazzo, mischiate con della Vodka. Alla fine dell'autunno 1981 abbandonò i corsi universitari e iniziò a lavorare per un'azienda di film e arti grafiche specializzata in computer grafica per spot pubblicitari, dove ricopriva la mansione di fattorino tuttofare addetto alle consegne delle pellicole.
Per quanto riguarda la sua carriera cinematografica, ha iniziato con il film F.I.S.T. in cui interpretava il figlio di Sylvester Stallone e usava lo pseudonimo Cole Dammett.

### Red Hot Chili Peppers

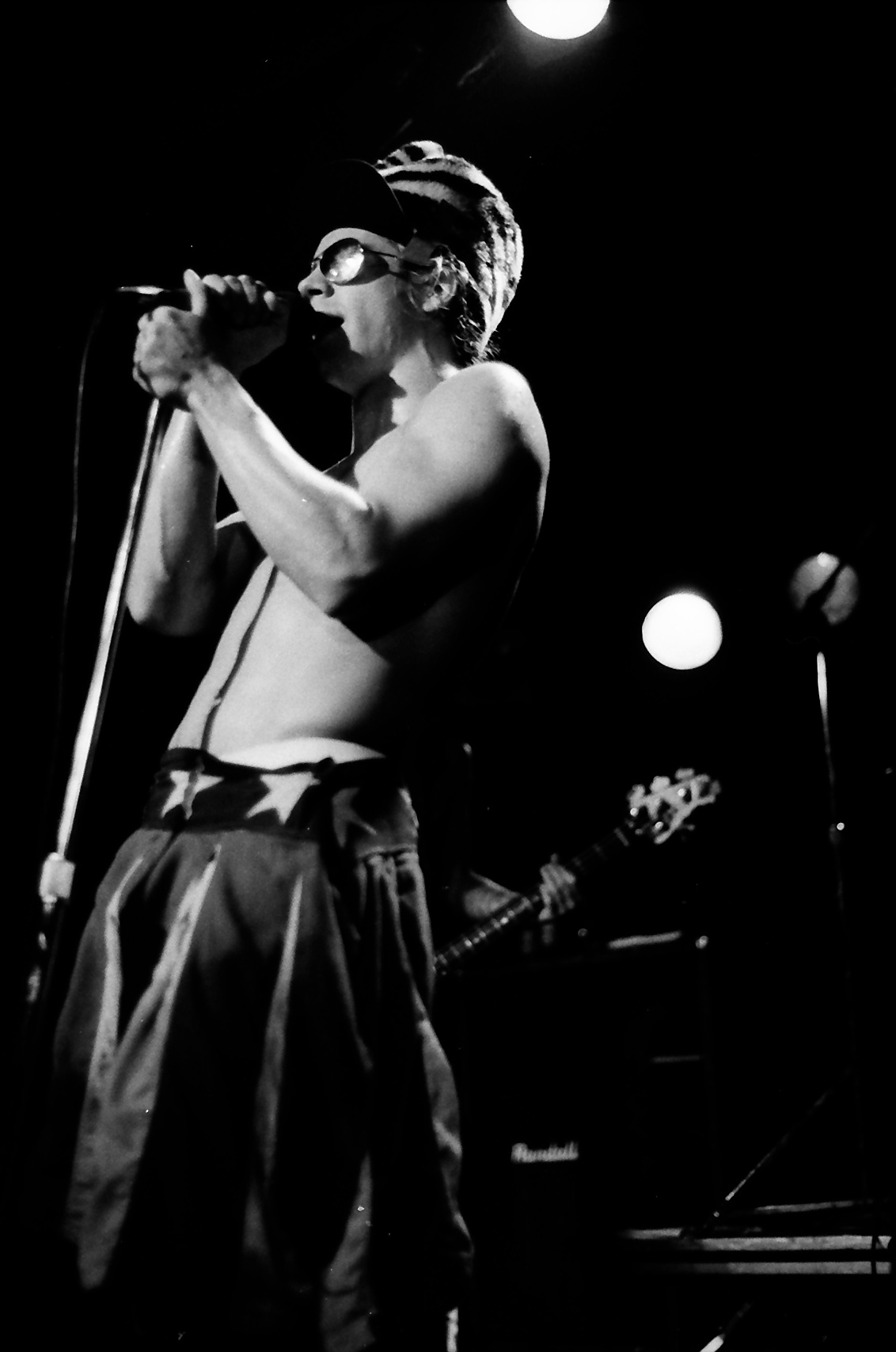
Antony Kiedis in concerto nel 1984

Nell'estate del 1982, grazie alla canzone The Message di Grandmaster Flash and The Furious Five, prese coscienza del fatto che per poter fare strada nel mondo della musica non fosse necessario essere un musicista di assoluto talento. Capì di avere l'abilità e il desiderio di scrivere versi da mettere in musica. Così, nel febbraio 1983, quando il suo amico Gary Allen gli chiese di aprire il concerto della sua band al locale "Rhythm Lounge" in Melrose Avenue, accettò con entusiasmo coinvolgendo Flea ed Hillel che già suonavano in altri gruppi. Nonostante l'iniziale scetticismo, i suoi amici decisero di provare a fare qualcosa che fosse basato sul funk, sopra il quale Anthony avrebbe rappato qualche verso. Da quella esperienza nacque la prima canzone: Out in L.A.. La band si presentò al debutto con il nome di Tony Flow and the Miraculous Majestic Master of Mayhem, e bastò l'esibizione di quel solo brano per fargli guadagnare un'altra serata per la settimana successiva. Si trovarono per le prove e scrissero un'altra canzone, Get up and jump, basata su ritmo sincopatico del basso di Flea.
Dopo le prime due esibizioni l'esperienza, nata più che altro come uno scherzo, divenne un'idea per un progetto musicale più concreto. Si decise di proseguire e si pensò a cercare un nome più adatto che prendesse spunto dalla tradizione della vecchia scuola americana del blues e del jazz: nacquero così i Red Hot Chili Peppers.
Il terzo concerto si tenne il 2 di marzo al nightclub Cathay de Grande, dove alle prime due canzoni vennero aggiunte le nuove composizioni: Police Helicopter e Nevermind. In poco tempo il nome della band cominciò a circolare velocemente nel circuito underground di Hollywood. Registrarono un demo con le loro prime canzoni per poter trovare un ingaggio. Il 4 luglio si tenne uno dei primi storici concerti del gruppo presso il Kit Kat Club, un locale di spogliarelli che occasionalmente allestiva serate musicali. Qui per la prima volta si esibirono nudi con un calzino a coprire le parti intime, un'immagine che nel tempo sarebbe diventata la prima icona distintiva della band. Grazie a quella esibizione si guadagnarono l'attenzione di Lindy Goetz, un giovane talent manager addetto alla promozione per la MCA Records, che divenne il loro primo manager e che nel giro di pochi mesi riuscì a procurargli il loro primo contratto discografico con la Enigma/EMI. A quel punto Hillel e Jack Irons lasciarono la band perché davano priorità al loro precedente gruppo, i What Is This?, così Anthony e Flea furono costretti a trovare in fretta i sostituti in vista delle registrazioni del primo album.

## Stile musicale

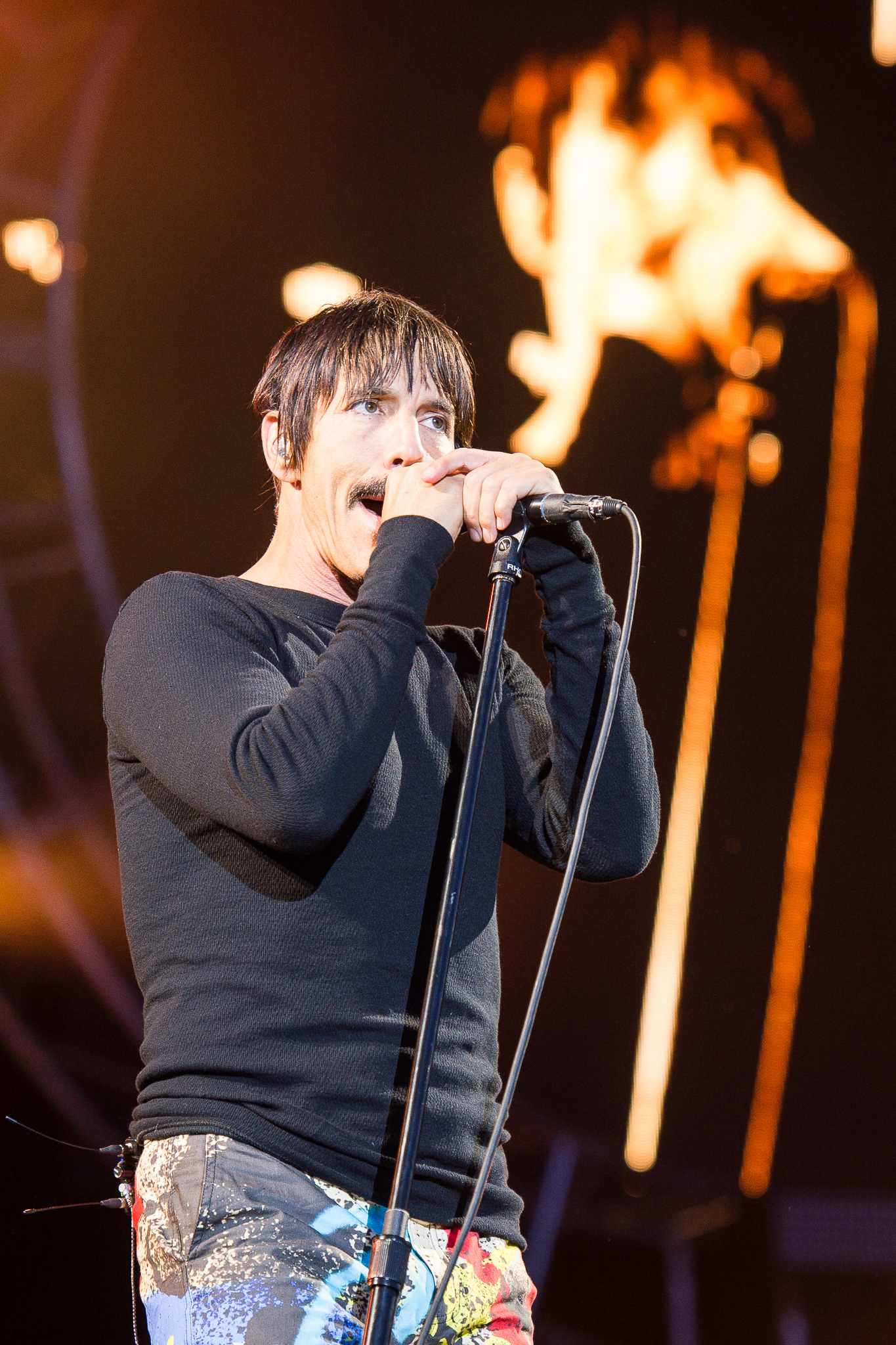
Kiedis al Rock im Park, Germania, 2016

Durante la creazione di testi e melodie per il gruppo, Kiedis ha dichiarato di aver tratto ispirazione da fonti diverse. La sua prima esperienza musicale fu l'ascolto di un brano di Neil Young, "Heart of Gold", a 11 anni: "Mi colpì al punto da convincere mia madre a comprarmi il 45 giri." Alle superiori fu particolarmente colpito dalle parti vocali rap di "The Message" di Grandmaster Flash and the Furious Five, ma anche dai testi diretti a sfondo sessuale di "Dirty Mind" di Prince. Kiedis è autore di quasi tutti i testi dei Red Hot Chili Peppers. A partire dall'album del 1989 Mother's Milk, John Frusciante e Flea cominciarono a scrivere gran parte delle musiche, mentre Kiedis provvide a testi e melodie, attenendosi alle sessioni vocali e strumentali del gruppo.
Il cantante ha adottato, nel corso degli anni, vari approcci nei confronti dei testi. Nei primi anni di carriera scrisse brani incentrati su esperienze sessuali, di consumo di stupefacenti e di divertimento a Los Angeles. Con la diversificazione delle preferenze sonore, e col passare degli anni, ha cominciato a parlare di argomenti più vari nei testi, tanto da aver dichiarato di trarre ispirazione, in molti casi, da alcune opere di Charles Bukowski, che considera proprio riferimento letterario.
Sebbene Kiedis sia considerato un cantautore e non un rapper, nei primi lavori si affidò a uno stile vocale molto vicino al rap, facendo sì che lui fosse annoverato con la sua formazione tra gli ispiratori del rap rock, noto anche come crossover. A partire da Mother's Milk il cantante cominciò a ricorrere più spesso a parti vocali tradizionalmente melodiche ma anche a discostarsi dagli influssi funk dei lavori precedenti, come dimostrato dal singolo "Knock Me Down", a cui contribuì però principalmente il chitarrista John Frusciante, che ha spesso cantato in sottofondo. Con Blood Sugar Sex Magik, pubblicato nel 1991, Kiedis propose sia canzoni rappate sia melodiche, tra cui "Under the Bridge", "Breaking the Girl" e "I Could Have Lied". Nel corso degli anni, il cantante ha preferito affidarsi maggiormente al canto tradizionale.

## Vita privata
Ha due sorelle da parte di madre, Julie e Jenny, e un fratello da parte del padre, James, di 26 anni più giovane. Considerato uno scapolo d'oro, Kiedis non si è mai sposato e in passato è stato protagonista di molti flirt e relazioni con modelle, cantanti e attrici famose tra cui Ione Skye, Carmen Hawk, Sinéad O'Connor (per la quale ha scritto il brano I Could Have Lied), Sofia Coppola, Jaime Rishar, Melanie C, Yohanna Logan, Heidi Klum, Helena Vestergaard e Heather Christie, che lo ha reso padre di un figlio. Il ragazzo è nato il 2 ottobre 2007 e si chiama Everly Bear; il particolare nome è dovuto alla passione di Anthony per gli Everly Brothers, mentre il secondo nome è stato scelto dalla madre.
Kiedis è stato vegetariano per un breve periodo. La PETA lo ha eletto nel 2008 come vegetariano più sexy dell'anno.

### Dipendenza da stupefacenti
Il rapporto di Kiedis con le sostanze stupefacenti iniziò già in età adolescenziale. Suo padre, che era uno spacciatore di cocaina e metaqualone abbastanza noto nell'ambiente dello spettacolo di Hollywood, lo iniziò alla marijuana all'età di 12 anni e occasionalmente condividevano pastiglie di Tuinal, un farmaco sedativo a base di sali barbiturici. Nella loro casa c'era una stanza adibita a laboratorio dove suo padre tagliava la droga, perciò si può dire che sia cresciuto a contatto con le droghe. Insieme ai suoi amici cominciò ad assumere anche LSD e a 13 anni iniziò a sniffare regolarmente cocaina fino ai 18 anni.
Il consumo delle droghe crebbe in maniera esponenziale durante il suo primo anno di università, compensando spesso la mancanza della stessa con alcol o altri farmaci, diventando a tutti gli effetti un cocainomane. Durante l'estate del 1981 iniziò ad assumere eroina aggravando ulteriormente la sua già pericolosa tossicodipendenza. Le droghe contribuirono a debilitarlo a livello fisico e mentale, divenendo inaffidabile e spesso assente dal lavoro, dal quale fu licenziato. Questo stile di vita dissoluto lo portò spesso a ritrovarsi in situazioni reali di pericolo in quartieri malfamati di Los Angeles. Anche il suo contributo artistico nei Red Hot Chili Peppers col tempo divenne progressivamente nullo, saltando spesso prove e concerti. Così nel 1987, durante i lavori per il disco The Uplift Mofo Party Plan venne allontanato dalla band. Lasciò la California e tornò dalla madre in Michigan, dove entrò in un programma di disintossicazione presso l'Esercito della Salvezza. Dopo poco più di un mese riuscì a ripulirsi dagli stupefacenti, ma una volta tornato a Los Angeles per ricongiungersi con la band, nel giro di poche settimane ebbe una rapida ricaduta. Varie vicissitudini lo portarono in un caso anche ad essere arrestato e a passare la notte presso la "Glass House", la prigione del quartier generale della polizia cittadina, da dove uscì il giorno successivo dopo il pagamento della cauzione da parte del manager della band.
La situazione degenerò nuovamente durante la tournée del 1988, che si rivelò particolarmente problematica per l'aggravarsi dell'abuso incontrollato dell'eroina, oltre che per lo stesso Kiedis, anche per Hillel Slovak. Il 25 giugno, un paio di settimane dopo il rientro dal tour europeo, il chitarrista perse tragicamente la vita a causa di un'overdose di eroina. Il suo corpo venne rinvenuto nel suo appartamento due giorni dopo la sua morte. Anthony rimase terribilmente scioccato per la morte dell'amico, tanto da arrivare a rifiutare la realtà dei fatti, non presentandosi al funerale e rifugiandosi in Messico per metabolizzare il lutto. Al suo rientro a Los Angeles decise di entrare in un programma ASAP (Alcohol and Substance Abuse Programs), in una clinica di disintossicazione di Van Nuys, da dove ne uscì ripulito.
All'inizio degli anni novanta, a causa dell'occasionale utilizzo di siringhe non sterilizzate, scoprì di aver contratto l'epatite C.

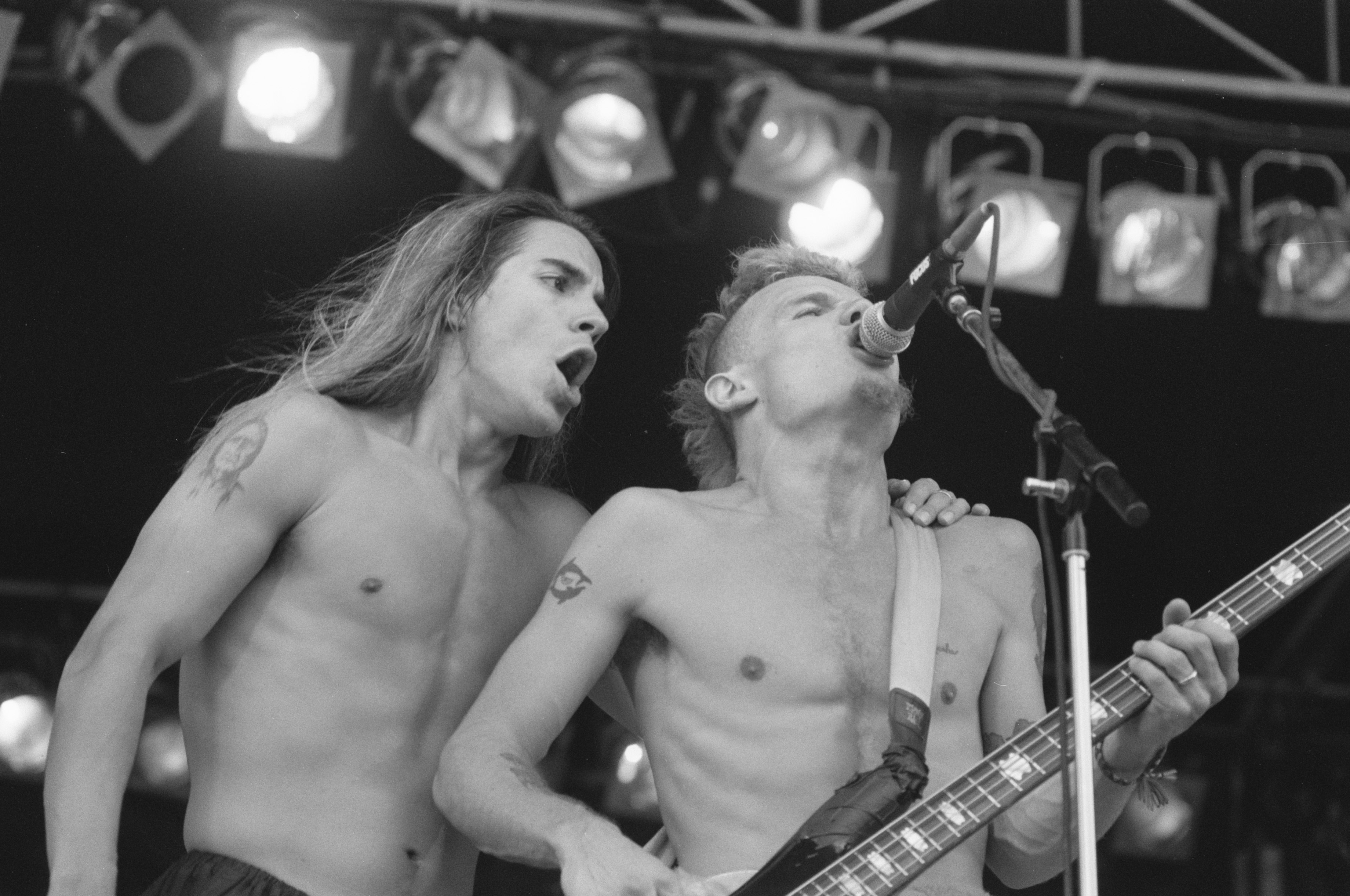
Anthony con Flea nel 1989.

L'argomento droga è spesso citato nelle sue canzoni. In particolare in brani come Fight Like a Brave, Knock Me Down, Under the Bridge, Warped e Otherside che sono delle intime confessioni delle sue continue battaglie alla dipendenza da droghe.
Riuscì a rimanere pulito per cinque anni, fino al 1994, quando ebbe una nuova ricaduta a causa di un'anestesia locale a base di oppiacei ricevuta durante una visita dentistica, che gli riaccese il desiderio dell'abuso. Ricominciò quindi a fare uso di droghe, principalmente eroina e crack, che assumeva tramite inalazione dei fumi di freebase, per poi smettere definitivamente nel 2000, dopo l'uscita dell'album Californication. Da allora non si è più drogato e non ha più bevuto alcolici.
Dopo oltre vent'anni di speculazioni, nel maggio del 2012, il MacArthur Park di Los Angeles è stato erroneamente indicato dallo scrittore Mark Haskell Smith come il luogo in cui Kiedis era solito far uso di droghe, e che ha ispirato la canzone Under the Bridge, individuato basandosi su interviste rilasciate dal cantante e sulla sua autobiografia, Scar Tissue. Nel 1992 Kiedis aveva confessato alla rivista Rolling Stone che in realtà il ponte si trovava nella periferia di Los Angeles, ma aveva affermato: "Non è importante, non voglio che le persone lo cerchino".

## Discografia

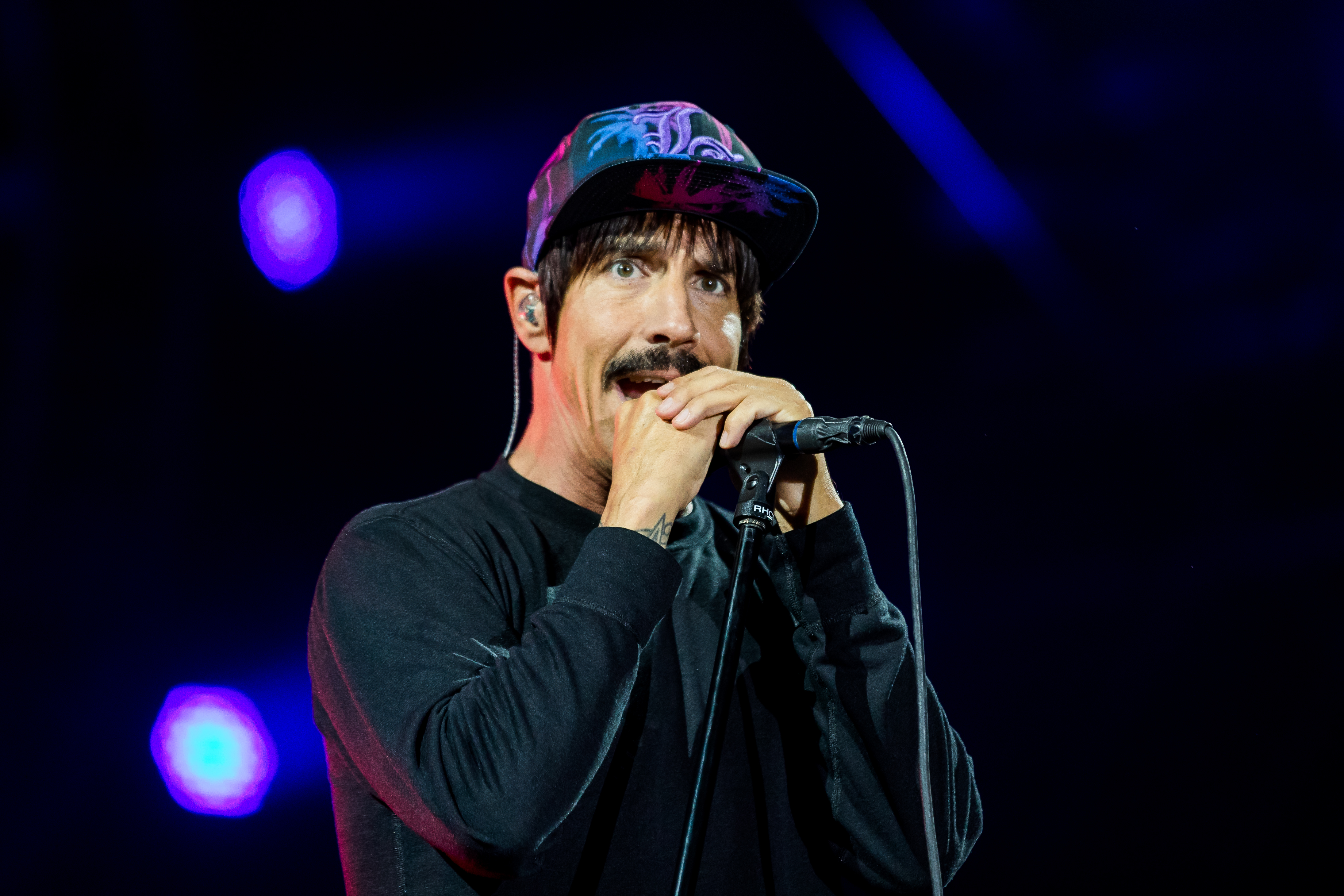
Esibizione live al Rock am Ring 2016.

### Con i Red Hot Chili Peppers
- 1984 – The Red Hot Chili Peppers
- 1985 – Freaky Styley (con George Clinton)
- 1987 – The Uplift Mofo Party Plan
- 1989 – Mother's Milk
- 1991 – Blood Sugar Sex Magik
- 1995 – One Hot Minute
- 1999 – Californication
- 2002 – By the Way
- 2006 – Stadium Arcadium
- 2011 – I'm with You
- 2016 – The Getaway
- 2022 – Unlimited Love
- 2022 – Return of the Dream Canteen

## Filmografia

### Attore
- F.I.S.T., regia di Norman Jewison (1978)
- Thrashin' - Corsa al massacro, regia di David Winters (1986)
- Due tipi incorreggibili, regia di Jeff Kanew (1986)
- Al di là di tutti i limiti, regia di Marek Kanievska (1987)
- Point Break - Punto di rottura, regia di Kathryn Bigelow (1991)
- Sesso e fuga con l'ostaggio, regia di Adam Rifkin (1994)
- Song to Song, regia di Terrence Malick (2017)

## Opere
- 2006 – Scar Tissue